# Дамбраускайте, Лина
 Лина Дамбраускайте-Сабаляускене (лит. Lina Dambrauskaitė-Sabaliauskienė; род. 20 января 1968, Каунас) — литовская баскетболистка, выступавшая в амплуа форварда. Чемпионка Европы 1997, награждена Орденом Великого князя Литовского Гядиминаса III степени.

## Биография
Лина Дамбраускайте — воспитанница каунасской школы баскетбола, выступала за «Бангос» в соревнованиях первой лиги СССР. После распада Советского Союза в новообразованном чемпионате Литвы играла за вильнюсскую «Телерину» и команду Литовского спортивного университета «Викторию». Здесь она получает приглашение на первый чемпионат Европы для вновь созданной сборной Литвы.
В 1997 году Дамбраускайте вновь в составе национальной сборной и играет на чемпионате Европы. На том «золотом» первенстве баскетболистка отыграла все 8 игр, при этом находилась на площадке больше всех в команде (286 минут), имеет второй показатель по количеству набранных очков (107), лучшая по перехватам (31). Особенно она может занести себе в актив два последних матча еврочемпионата: полуфинал со сборной Германией и финал со Словакией. На последних секундах основного времени полуфинального матча, благодаря точному двухочковому попаданию, Лина перевела встречу в овертайм, где литовки дожали немецких баскетболисток. А в финале Дамбраускайте воистину показала фантастическую игру — 24 очка (лучшая в матче), 8 подборов (лучшая в команде). В 1998 году она со своими подругами по сборной «дебютирует» на чемпионате мира в Германии и занимает почётное 6-е место.
С 1998 по 2000 год играет за каунасский «Лайсве». В 2000 году главный тренер московского «Динамо» Татьяна Овечкина пригласила Лину в свою команду, с которой она стала чемпионкой России. Но надежды руководителей клуба, возложенные на баскетболистку, не оправдались, контракт с Дамбраускайте не стали продлевать, и она отправилась в болгарский «Академик-Тест».
В 2002 году Лина снова в составе сборной Литвы на «мировом форуме» в Китае, где она отыграла 232 минуты (2-й показатель в команде), при этом баскетболистка была вторая по старшинству в команде.
После окончания чемпионата мира Дамбраускайте вернулась в Литву, снова в каунасский «Лайсве». Помимо игр в чемпионате Литвы она с 2005 года является баскетбольным преподавателем в каунасской академии им. А. Сабониса. После завершения игроцкой карьеры Лина переключилась на тренерскую деятельность. В 2008 году Дамбраускайте помогала Расе Крейвите тренировать молодёжную сборную Литвы, которая участвовала в чемпионате Европы (8-е место).
С 2012 года Лина тренирует каунасский «КК Патриотес», который выступает во втором дивизионе чемпионата Литвы «НМКЛ».

### Статистика выступлений за сборную Литвы (средний показатель)
| Сборная | Сезон | Место | Чемпионат | Чемпионат | Чемпионат | Чемпионат |
| Сборная | Сезон | Место | Игр       | Очк       | Подб      | Перед     |
| ------- | ----- | ----- | --------- | --------- | --------- | --------- |
| ЧМ      | 1998  | 6     | 9         | 7,2       | 2,7       | 1,2       |
| ЧМ      | 2002  | 11    | 8         | 7,1       | 2,9       | 1,3       |
| ЧЕ      | 1995  | 5     | 9         | 5,7       | 2,6       | 0,3       |
| ЧЕ      | 1997  | 1     | 8         | 13,4      | 3,0       | 0,9       |
| ЧЕ      | 1999  | 6     | 7         | 9,3       | 3,6       | 2,0       |
| ЧЕ      | 2001  | 4     | 8         | 7,6       | 3,1       | 2,9       |

## Разное
- в 2003 году вышла замуж за журналиста Роберта Сабаляускаса[8];
- 12 сентября 2004 года у Лины родился сын Довидас[9];
- в 2004 году вышел документальный фильм «Литовский баскетбол 1920—2004», где Лина участвовала в съёмках[10];
- в 2007 году Дамбраускайте окончила аспирантуру в Литовском спортивном университете.

## Достижения
- Чемпион Европы: 1997
- Чемпион Литвы: 1993, 1994, 1997, 1999
- Чемпион России: 2001
- Серебряный призёр чемпионата Болгарии: 2002
- Серебряный призёр чемпионата Литвы: 2007
- Бронзовый призёр чемпионата Литвы: 2005, 2006
- Серебряный призёр Балтийской лиги: 2005